# Керт
Керт (вірм. Քերթ), Кузумкенд (азерб. Quzumkənd) — село у Мартунинському районі Нагірно-Карабаської Республіки. Село розташоване за 21 км на південний захід від міста Мартуні, за 1 км на північ від села Карагундж, за 4 км на захід від села Гузе Чартар, за 3 км на південь від села Мушкапат та за 4 км на схід від села Колхозашен.